# Piddubzi (Luzk)
Piddubzi (ukrainisch Піддубці; russisch Поддубцы/Poddubzy, polnisch Poddębce) ist ein ukrainisches Dorf in der Oblast Wolyn. Es liegt im Rajon Luzk, etwa 14 Kilometer östlich der Rajonshauptstadt und Oblasthauptstadt Luzk.

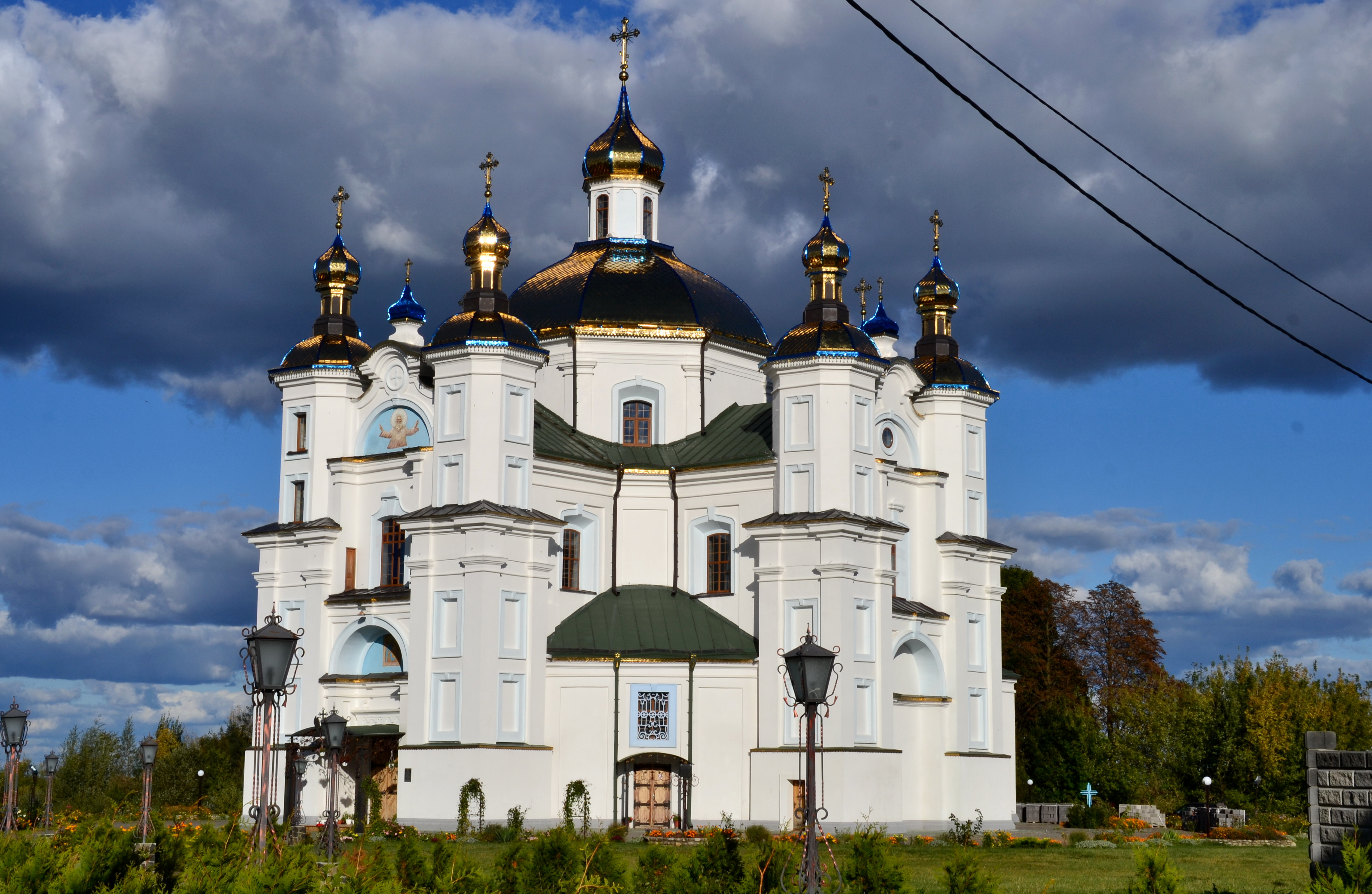
Kirche im Ort 2018

Das Dorf wurde 1451 zum ersten Mal schriftlich erwähnt und gehörte bis zur Dritten polnischen Teilung zur Adelsrepublik Polen (in der Woiwodschaft Wolhynien), kam dann zum Russischen Reich, wo es im Gouvernement Wolhynien lag. 1918/1921 fiel es an Polen und kam zur Woiwodschaft Wolhynien in den Powiat Łuck, Gmina Poddębce. Infolge des Hitler-Stalin-Pakts besetzte die Sowjetunion das Gebiet und machte den Ort im Januar 1940 zum Hauptort des gleichnamigen Rajons Piddubzi (Піддубцівський район), dieser wurde aber 1946 nach Teremne (ukrainisch Теремне, heute ein Teil von Luzk) verlegt und Piddubzi blieb ein einfaches Dorf. Nach dem Überfall Deutschlands auf die Sowjetunion im Juni 1941 war der Ort bis 1944 unter deutscher Herrschaft (im Reichskommissariat Ukraine), kam nach dem Zweiten Weltkrieg wieder zur Sowjetunion und wurde in die Ukrainische SSR eingegliedert, seit 1991 gehört Piddubzi zur heutigen Ukraine.
Am 12. Juni 2020 wurde das Dorf ein Teil der neugegründeten Landgemeinde Pidhajzi, bis dahin bildete es zusammen mit dem Dorf Harasdscha (Гаразджа) die gleichnamige Landratsgemeinde Piddubzi (Піддубцівська сільська рада/Piddubziwska silska rada) im Nordwesten des Rajons Luzk.